# Famille des Sérines
La famille des Sérines est un groupe de cépages de vigne Vitis vinifera. Ces cépages étant d'abord réunis par leurs caractères communs, il est en train d'être prouvé qu'ils ont une origine génétique commune.

## Origine
C'est Louis Levadoux, ampélographe, qui a commencé à regrouper les cépages par ressemblance au niveau des caractères ampélographiques et par répartition géographique.
Deux équipes de chercheurs française de l'INRA de Montpellier sous la direction de JM. Boursiquot et américaine de l'Université de Californie à Davis sous la direction de Carole Meredith, ont entrepris de reconstituer l'origine génétique des cépages à travers des tests ADN. Concernant la famille des Sérines, ils ont démonté les légendes qui faisaient provenir la syrah N de Perse ou l'Altesse B de Chypre. Ce sont bel et bien des cépages français issus de croisements entre cépages de la même région.
Sérine est le nom donné à la syrah N à Ampuis. Le cépage le plus important sur le plan des surfaces a été arbitrairement choisi par Louis Levadoux. À la lumière de découvertes ultérieures, le nom de mondeuse aurait été plus logique. D'après Thierry Lacombe (I.N.R.A./Montpellier), la mondeuse est issue d'un croisement intraspécifique naturel entre le tressot et la mondeuse blanche.

## Cépages de la famille
- Altesse
- Belle Denise
- Chichaud
- Chatus
- Douce noire
- Dureza
- Durif
- Etraire de la Dui
- Joubertin (en)
- Marsanne
- Mècle
- Mondeuse
- Mondeuse blanche
- Peloursin
- Persan
- Roussanne
- Serénèze
- Servanin (en) ou Salagnin
- Syrah
- Viognier

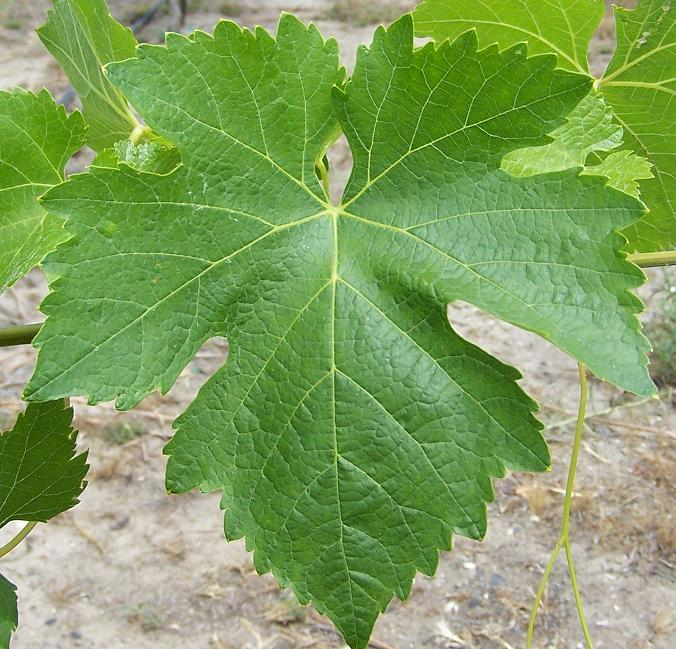
Feuille de syrah N.
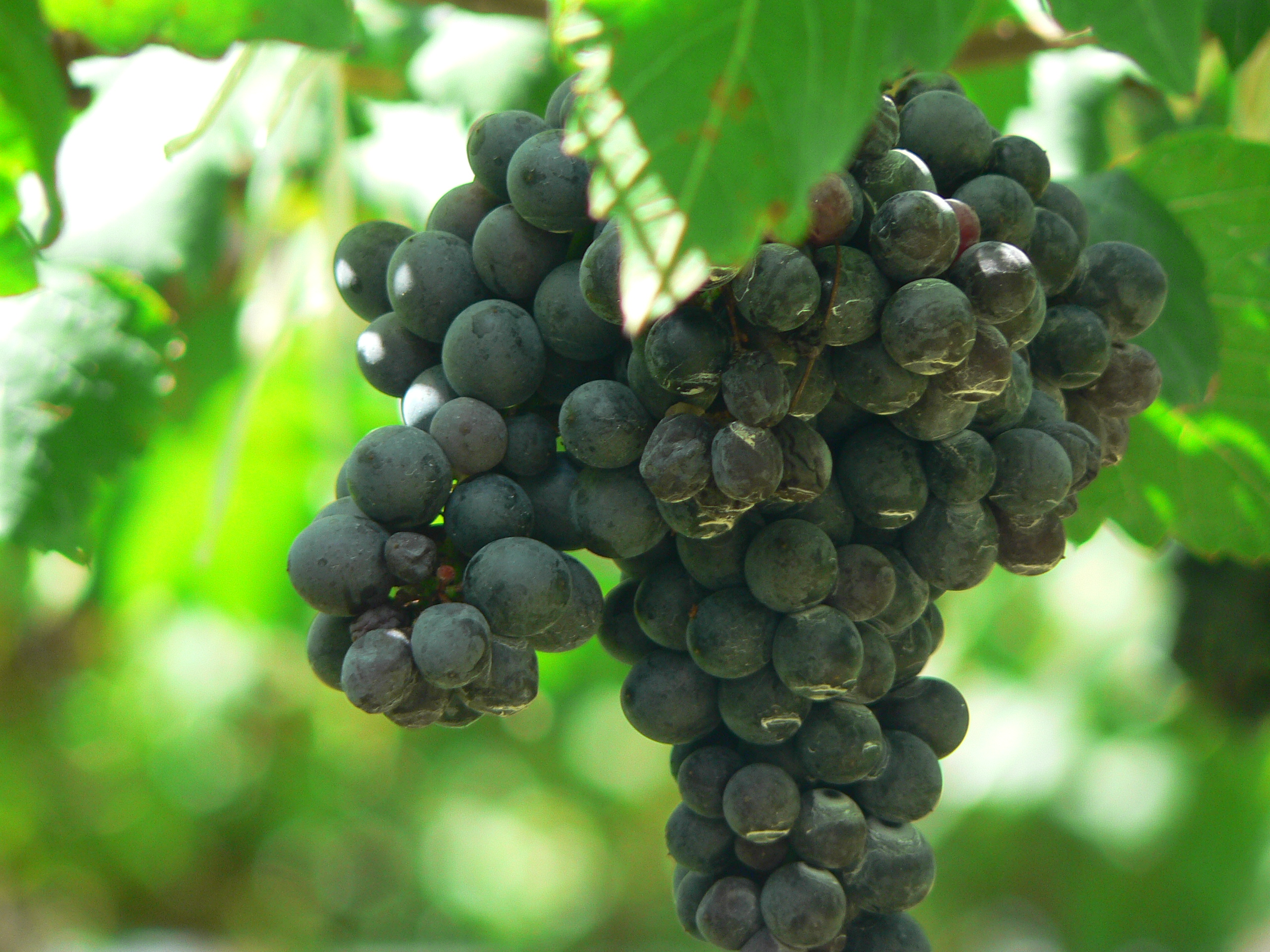
Grappe de syrah N.
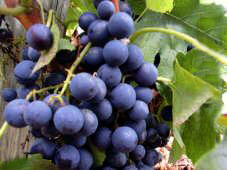
Grappe de mondeuse N.
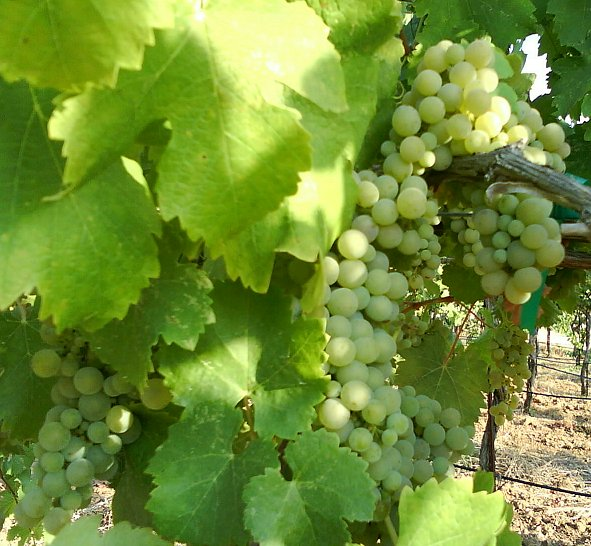
Grappe de viognier B.